# Nowosiółki Kardynalskie
Nowosiółki Kardynalskie – osada w Polsce położona w województwie lubelskim, w powiecie tomaszowskim, w gminie Lubycza Królewska.
W latach 1975–1998 miejscowość administracyjnie należała do województwa zamojskiego.
Osada jest sołectwem w gminie Lubycza Królewska. Według Narodowego Spisu Powszechnego z roku 2011 osada liczyła 120 mieszkańców.
Wierni Kościoła rzymskokatolickiego należą do parafii Narodzenia Najświętszej Maryi Panny w Chodywańcach.

## Historia
Nowosiółki Kardynalskie stanowiły w wieku XIX wieś w powiecie rawskim. Położone ok. 19 km na północ od Rawy Ruskiej, 8 km. na zachód od stacji kolei jarosławsko-sokalskiej i urzędu pocztowego w Uhnowie. Część północna wsi przylegała do granicy Królestwa Polskiego (do Chodywańca w powiecie tomaszowskim). Własność większa (gminy) posiadała ziemi ornej 656 mórg, własność mniejsza (dworska) roli ornej 948. W roku 1880 było we wsi 406 mieszkańców w gminie, 29 na obszarze dworskim (między nimi 15 osób wyznania rzymskokatolickiego). Parafia rzymskokatolicka była w Wierzbicy, greckokatolicka w Dyniskach. We wsi była cerkiew pod wezwaniem N.M.P.
Według spisu powszechnego z roku 1921 wieś w województwie lwowskim, powiecie rawskim, gminie Lubycza królewska liczyła 98 domów i 490 mieszkańców, w tym narodowości: rusińskiej 437, polskiej 27, żydowskiej 26. Na obszarze dworskim 4 domy i 32 mieszkańców. 
W latach 1944–1946 nacjonaliści ukraińscy z OUN-UPA zamordowali tutaj 7 Polaków, paląc wszystkie zabudowania gospodarcze.